# Master of Deception
Master of Deception es la novena novela de la serie The Last of the Jedi, basada en el universo de Star Wars, escrita por Jude Watson. Fue publicada por Scholastic Press en inglés el 1 de febrero de 2008. En español su publicación no está prevista y el título se traduciría como "Maestro del engaño".

## Argumento
Ferus Olin sigue haciendo el doble papel de inquisidor del Imperio y agente de la rebelión. Actualmente se encuentra en una misión en el planeta Alderaan acompañado de la inquisidora Hydra buscando adeptos en la Fuerza, en concreto está buscando una niña por indicación expresa de Obi-Wan Kenobi, aunque no sabe por qué. A su llegada al planeta no es bien recibido puesto que Alderaan es un planeta pacifista, creyente en la democracia que no desea la intervención del Imperio y además Bail Organa desconoce su doble papel.
El Emperador le había proporcionado a Ferus un holocrón. Este holocrón le transmite pensamientos a Ferus, o eso cree él, a lo largo de libro el Lado Oscuro tentará a Ferus y alguna vez lo usará. Además cree que en este holocrón se encuentra el secreto para derrotar a Darth Vader, aunque tiene miedo de abrirlo y entregarse al Lado Oscuro.
En el anterior libro, Clive y Astri se encontraban investigando a Flame debido a su oscuro pasado, a través de las bases de datos que posee Dexter Jettster, descubren que el dinero de “Industrias Yarrow” fue llevado hacia el final de las Guerras Clon a la luna de Niro 11, controlada por el Clan Bancario Intergaláctico. Se dirigen hacia allí y descubren que la heredera de Yarrow, con autorización imperial, fue la encargada de sacar la fortuna del planeta hasta Niro 11, y que actualmente la cuenta está en uso y realizando pagos en el planeta Revery, allí investigando las coordenadas que habían conseguido en el banco acaban siendo objeto de una trampa y acaban encerrados.
Tras deshacerse de Hydra, Ferus descubre que el adepto en la Fuerza que buscaba es Leia la hija adoptiva de Bail Organa, extrañado por esta situación, contacta con Obi-Wan quien le revela que ya lo sabía y que esto era una prueba para comprobar si era fácil localizar a la niña. Una vez descubierto esto, la labor de Ferus será ocultar a Leia de cualquier rastro del Imperio, para ello, Obi-Wan hablará con Bail Organa para certificar que Ferus es de confianza y puede confiar en él. Ferus le hace saber a Bail que tiene un espía en palacio, Bail en un principio no lo cree, pero descubre que no es otro que Deara, la hermana de la reina. En una conferencia con Obi-Wan, Bail le confiesa sus miedos a unirse a “Moonstrike”, la rebelión que está fundando Flame, Obi-Wan cree que aún es pronto para dar ese paso y Bail rechaza unirse a ella con lo cual la rebelión perdería todo su posible apoyo político. Ferus al oír esto se reafirma en su idea de ayudar a Flame, ya que la iniciativa está encontrado muchos problemas para alcanzar escala intergaláctica debido a desavenencias entre dirigentes rebeldes planetarios.
Mientras tanto, en Coruscant, el Imperio ataca el escondite de Dexter en el sector “Orange”, destruyéndolo por completo, el Imperio cree que han matado a todos, pero Curran (exsenador amigo de Obi-Wan), Keets (experiodista) y Dexter consiguen escapar.
De vuelta en Alderaan, Ferus recibe una comunicación de Amie Antin diciéndole que ha descubierto que hacia el final de las Guerras Clon se recibió un tipo de “bacta” especial para curar quemaduras severas y regenerar tejidos, además de descontaminantes de metales pesados, y que por el tipo de metal que era, cree que la persona que sufrió esos daños los recibió en Mustafar. Ferus cree que el origen de Darth Vader es Mustafar.
Cuando Darth Vader se cruza con Ferus en Alderaan, este último le menciona que su trabajo en Alderaan está casi acabado y que próximamente se irá a Mustafar, Ferus nota que a Darth Vader le afecta dicho nombre por lo que cree que ha acertado. Por su parte, Vader al que la palabra Mustafar le ha traído ingratos recuerdos, parte hacia Coruscant para hablar con Jenna Zan Arbor, la investigadora que tenía retenido a Lune en el anterior libro y que investigaba sobre el borrado de recuerdos, y le conmina a acabar la investigación en un mes, tras eso, vuelve a Alderaan.
Trever y Ry-Gaul, que se encontraban espiando a Jenna, escuchan la conversación y descubren las intenciones de la perversa investigadora, una vez Darth Vader se ha ido, rescatan a la asistente de Jenna, Linna, a la que le devuelven la libertad, y esta en venganza le inyecta a Jenna la droga haciéndole que olvide completamente su formación como científica y olvidando el proyecto, hacia el fin del libro, Darth Vader desconoce lo ocurrido tras su visita.
De nuevo en Alderaan, y tras descubrir la existencia de un espía y en la ocasión en la que el Imperio va a traer a un gobernador para el planeta, trazan un plan para dejar en ridículo al Imperio, cosa que consiguen. Ante este ridículo, Darth Vader le dice a Ferus que han acabado con la célula rebelde en Coruscant, la manera de decirlo le recuerda a Ferus a algo ocurrido hace mucho tiempo, Ferus que había llegado a la conclusión que Darth Vader era un antiguo Jedi, tiene la intuición que este Jedi no es otro que su antiguo rival Anakin Skywalker.
El Emperador, visiblemente disgustado, comenta con Darth Vader, a sugerencia de este último, que “hoy no es el día para matarlos a todos, pero algún día lo será”, tras reprender a Darth Vader, destaca el éxito de Ferus. En ese momento el holocrón transmite a la mente de Ferus que debe atacar a Vader ahora que es la mitad de lo que era antes, el Emperador sonriendo, como si oyera lo que el holocrón dice, le sugiere a Vader que tome a Ferus como un segundo al mando.